# Thanh Tú (nghệ sĩ)
Thanh Tú (24 tháng 11 năm 1939 – 23 tháng 2 năm 2022) là một nam nghệ sĩ cải lương người Việt Nam. Ông nổi tiếng với vai diễn Nhuận Điền trong vở Bên cầu dệt lụa.

## Tiểu sử
Nghệ sĩ Thanh Tú tên thật là Mai Văn Tú, sinh ngày 24 tháng 11 năm 1939 tại Bạc Liêu, là học trò của nhạc sĩ Út Trong. Năm 1961, ông gia nhập đoàn cải lương Thanh Minh – Thanh Nga, trở thành ngôi sao nhờ giọng ca truyền cảm, dáng vóc điển trai, vạm vỡ. Ông từng đóng cặp với Thanh Nga trong các vở tuồng Nửa đời hương phấn, Đôi mắt người xưa, Ngã rẽ tâm tình, Con gái chị Hằng, Đoạn tuyệt, Phấn bụi phù hoa. Năm 1963, ông đoạt huy chương vàng giải Thanh Tâm qua vai Lưu Kiến Xuân trong tuồng Khói sóng Tiêu Tương (soạn giả Hà Triều – Hoa Phượng). Vai diễn được nhớ đến nhiều nhất của ông là Nhuận Điền, nghĩa huynh hào hiệp của Trần Minh trong vở Bên cầu dệt lụa (soạn giả Thế Châu), đóng cùng cố nghệ sĩ Thanh Sang.
Ngoài hoạt động ở lĩnh vực cải lương, ông còn tham gia diễn kịch và đóng phim. Trước năm 1975, vở kịch Giọt sầu đóng với Thẩm Thúy Hằng và Phi vụ cuối cùng với Túy Hồng được nhiều khán giả Sài Gòn yêu thích. Bộ phim đầu tiên ông tham gia là Chiều kỷ niệm sản xuất năm 1969 và cũng là phim đầu tay của hãng phim Việt Nam do Thẩm Thúy Hằng và những người bạn lập nên.
Sau năm 1975, Thanh Tú đóng phim Phi vụ Phượng Hoàng và Trang giấy mới của đạo diễn Lê Dân. Vai diễn ấn tượng nhất của ông là vai đại tá Lê Quang Trung trong phim Ông cố vấn bộ phim về đề tài tình báo năm 1996 và chuẩn tướng Nguyễn Ngọc Liên trong phim Biệt động Sài Gòn.

## Đời tư
Ông lập gia đình với nghệ sĩ Trang Bích Liễu sau ba lần đổ vỡ hôn nhân. Họ có một người con trai. Năm 2008, ông bị tai biến do thất bại trong việc kinh doanh. Ngày 23 tháng 2 năm 2022, ông qua đời tại nhà riêng, hưởng thọ 82 tuổi.

## Tác phẩm đã tham gia

### Cải lương
- Bên cầu dệt lụa (vai Nhuận Điền)
- Nửa đời hương phấn
- Đôi mắt người xưa
- Đoạn tuyệt
- Ngã rẽ tâm tình
- Con gái chị Hằng
- Phấn bụi phù hoa

### Phim
- Biệt động Sài Gòn
- Ông cố vấn